# Walerian Michał Makowiecki
Walerian Michał Makowiecki (ur. 1834 na Wołyniu, zm. 18 listopada 1882 w Łodzi) – prezydent Częstochowy, a od 1878 roku – Łodzi, porucznik wojsk rosyjskich.
Podczas jego urzędowania Łódź przeżywała bujny rozwój architektury. W tym czasie zakończono lub rozpoczęto budowę m.in.:
- gmachu Towarzystwa Kredytowego Miejskiego przy ul. Średniej (ob. ul. Pomorska 21)[2],
- cerkwi św. Aleksandra Newskiego przy ul. Widzewskiej (ob. ul. Kilińskiego 56),
- kościoła św. Jana przy ul. Dzikiej (dzisiejszy kościół jezuitów przy ul. Sienkiewicza 60),
- pałacu Heinzla przy ul. Piotrkowskiej 529 (ob. ul. Piotrkowska 104),
- kamienicy Scheiblerów na rogu ulic Piotrkowskiej i Zawadzkiej (ob. ul. Próchnika)[2].